# Kurt Castka
Kurt Castka (* 22. Jänner 1928 in St. Pölten; † 28. Juni 2014 in Wien) war ein österreichischer Journalist, Sachbuchautor  und Sportfunktionär, der über drei Jahrzehnte hinweg die Sportberichterstattung der kommunistischen Tageszeitung Volksstimme prägte. Von 1961 bis zur Einstellung der Zeitung im Jahr 1991 war er Mitglied der Redaktion und leitete die Sportredaktion seit 1970.

## Leben
Kurt Castka wurde in eine Arbeiterfamilie in St. Pölten geboren. Er erlernte den Beruf des Optikers und wurde gegen Ende des Zweiten Weltkriegs als Jugendlicher zur Wehrmacht eingezogen. Er desertierte und hielt sich bis zur Befreiung durch die Rote Armee versteckt. Unmittelbar danach trat er der Kommunistischen Partei Österreichs (KPÖ) sowie der Freien Österreichischen Jugend (FÖJ) bei und war bis 1961 Funktionär beider Organisationen.
Kurt Castka hatte als Sportredakteur Verbindungen zu Verbandsfunktionären in den Disziplinen Judo, Amateurboxen und Gewichtheben. Diese Kontakte ermöglichten es ihm, Athletinnen und Athleten aus sozialistischen Ländern für das jährlich stattfindende Volksstimmefest in Wien zu gewinnen. Durch seine engen Kontakte kamen erstmals sowjetische Fußballspieler in die österreichische Bundesliga. Der SK Rapid Wien ehrte ihn mehrfach für seine Verdienste um den Sport. Das Fest wurde dadurch zu einem sportlichen und kulturellen Ereignis, das internationale Aufmerksamkeit erregte. Castka verfasste auch einige Sportbücher, sein bekanntestes über Torwarte von Ricardo Zamora bis Lew Jaschin wurde auch in mehrere Sprachen übersetzt.
Im Jahr 1978 geriet Castka in einen aufsehenerregenden Rechtsstreit, nachdem er die Zeitung des Österreichischen Turnerbundes (ÖTB) als neonazistisch bezeichnet hatte. Der ÖTB klagte wegen Kreditschädigung, doch das Gericht sprach Castka frei. Die Begründung: In den vorgelegten Ausgaben der ÖTB-Zeitung wurden regelmäßig Mitglieder der Waffen-SS und andere Naziführer glorifiziert. Dieses Urteil legte Versäumnisse der österreichischen Behörden bei der Verfolgung neonazistischer Aktivitäten offen und führte zu einer Reihe von Anklagen nach dem Verbotsgesetz.
Kurt Castka verstarb am 28. Juni 2014 im Alter von 86 Jahren in Wien. Sein journalistisches Wirken und sein Einsatz gegen rechtsextreme Tendenzen bleiben ein bedeutender Teil der österreichischen Medien- und Zeitgeschichte.

## Werke (Auswahl)
- Die Laszlo Papp Story" 1965, Wedl, Wien[8]
- Von Ricardo Zamora bis Lew Jaschin, 1967, Frick, Wien[9]
  - Von Zamora bis Jaschin: Berühmte Torleute aus aller Welt, 1969, Moewig, München[10]
  - Od Zamoru po Schrojfa: Slávni brankári z celého sveta, 19969 Vydavatel'stvo Šport, Bratislava[11]
  - Ot Zamory do Jašina, 1970, Fizkul'tura i sport Moskau[12]
- Olympisches Moskau mit Klaus Ullrich, Sportverlag, Berlin[13]
- Ein faszinierendes Sportfest, Globus-Verlag. Wien, ISBN 978-3-85364-195-8